# Shine On Brightly
Shine On Brightly studijski je album britanskog rock sastava Procol Haruma koji izlazi 1968.g. Album je u odnosu na njihovo prvo izdanje koji je bio u znaku progresivnog rocka malo pročišćen, pa se na njemu pretežno svira pop i rock, zajedno sa 17 minutnom epskom temom "In Held Twas In I".

## Popis pjesama

### Strana prva
1. "Quite Rightly So"
2. "Shine on Brightly'"
3. "Skip Softly (My Moonbeams)"
4. "Wish Me Well"
5. "Rambling On"

### Strana druga
1. "Magdalene (My Regal Zonophone)"
2. "In Held 'Twas in I"
  1. "Glimpses of Nirvana"
  2. "'Twas Teatime at the Circus"
  3. "In The Autumn of My Madness"
  4. "Look to Your Soul"
  5. "Grand Finale"

## Izvođači
- Matthew Fisher - orgulje, vokal u skladbi "In The Autumn of My Madness, klavir u skladbi "Grand Finale"
- Dave Knights - bas-gitara
- B.J. Wilson - bubnjevi
- Robin Trower - gitara
- Gary Brooker - pianino, vokal
- Keith Reid - tekst